# Retable Colonna (Masolino da Panicale et Masaccio)
Pour l’article homonyme, voir Retable Colonna.

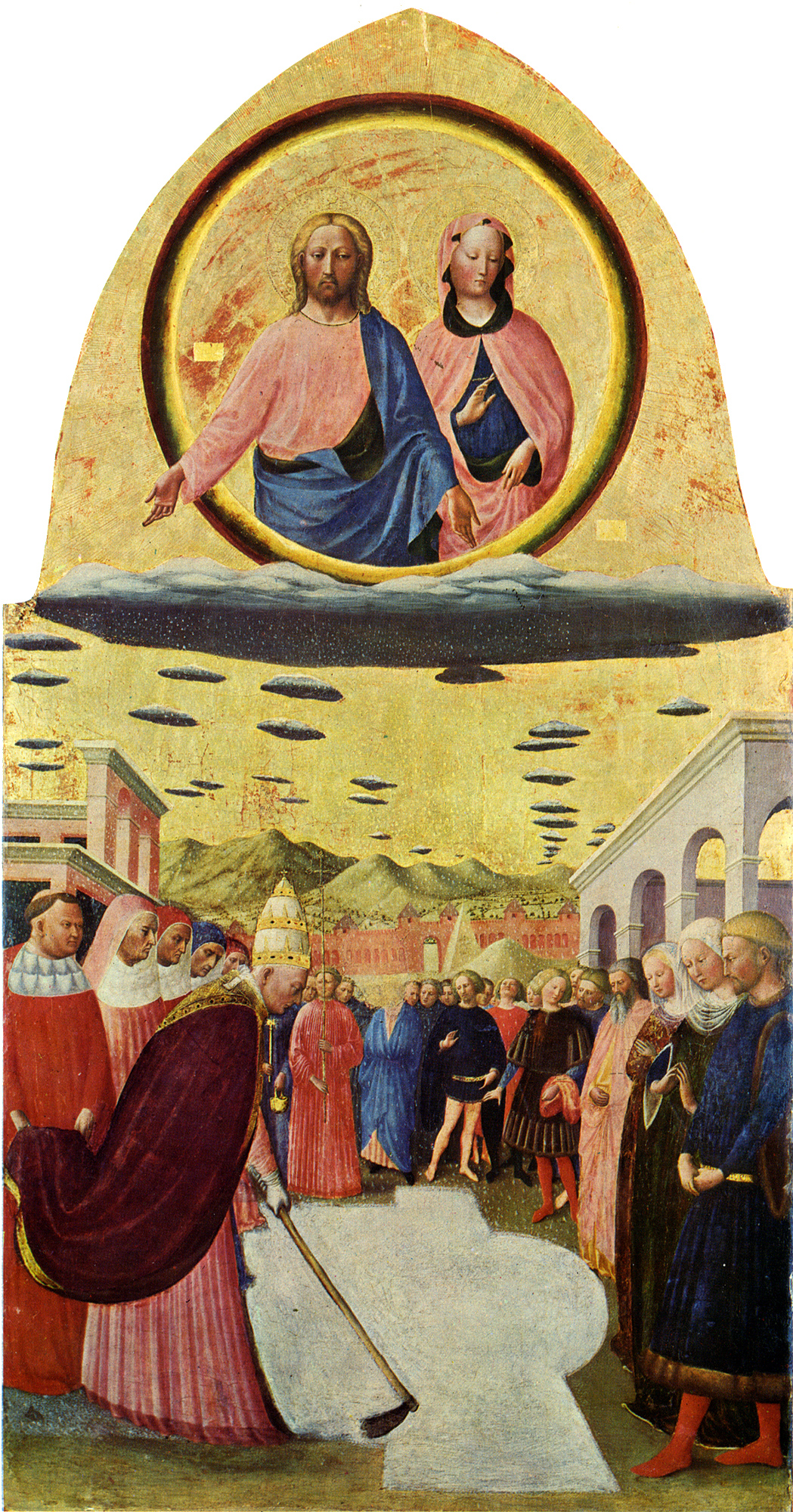
Masolino, Fondation de Sainte-Marie-Majeure, Naples.

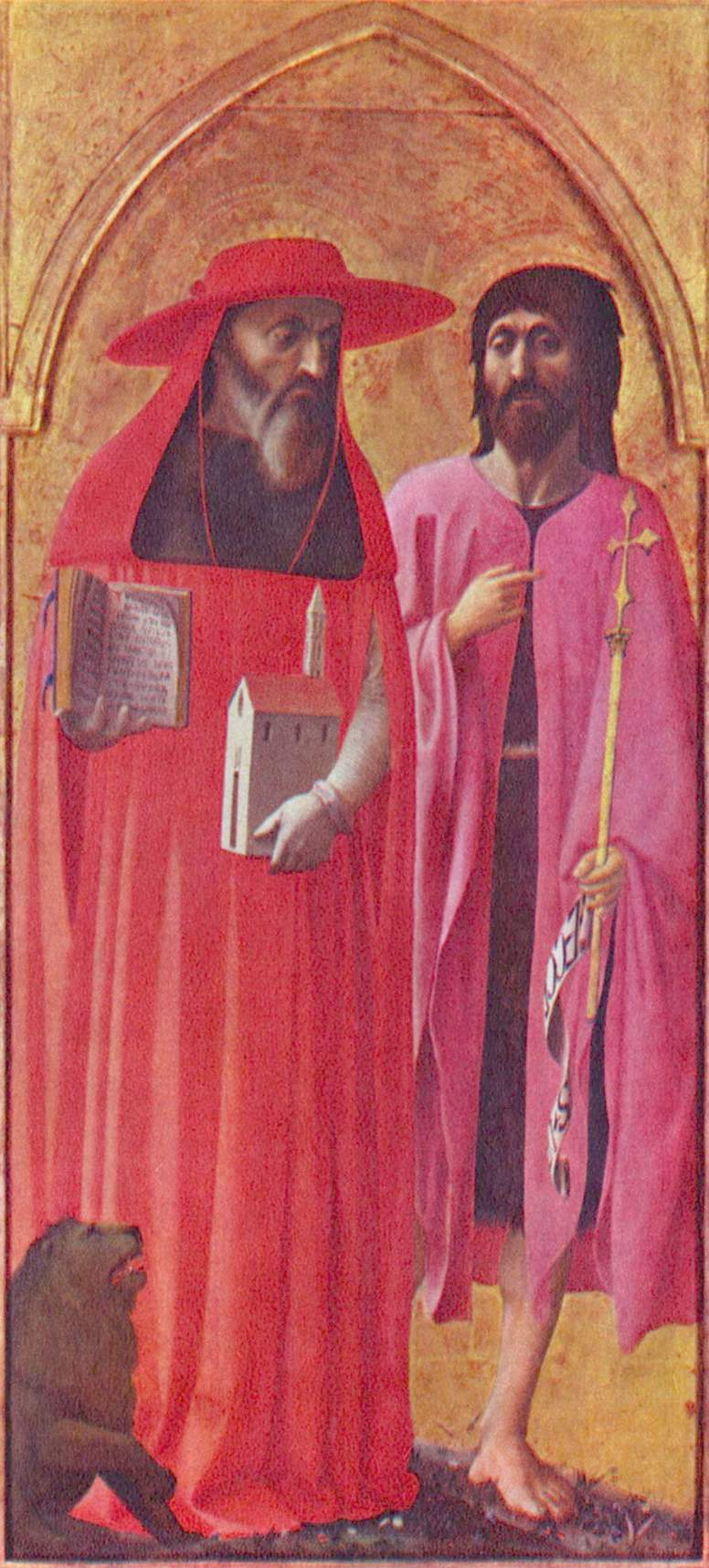
Masaccio, Saints Jérôme et Jean-Baptiste, Londres.

Le Retable Colonna ou Triptyque de Sainte-Marie-Majeure est un tableau démembré de Masolino da Panicale et Masaccio datant des années 1420. De l'œuvre, une tempera sur bois, subsistent six panneaux qui formaient autrefois trois compartiments d'un triptyque peint sur les deux faces.

## Histoire
La datation du retable, destiné au maître-autel de la basilique Sainte-Marie-Majeure, est très controversée. L'hypothèse la plus accréditée est qu'il s'agit d'une œuvre peinte directement à Rome par les deux artistes, la dernière peinte par Masaccio avant sa mort, donc datable des premiers mois de 1428 ; d'autres (comme John Spike) le relient, en raison de l'iconographie, au jubilé du pape Martin V en 1423, le plaçant ainsi comme la première œuvre de la collaboration entre les deux artistes, avant la chapelle Brancacci et la Sant'Anna Metterza. Selon certains, il est commandé à Masolino, qui en délègue ensuite une partie à son assistant Masaccio ; selon d'autres, il est commandé à Masaccio, qui en conçoit l'ensemble, et est ensuite en grande partie achevé par Masolino après sa mort.
Le cardinal Oddone Colonna, élu en 1417 pape sous le nom de Martin V, met fin au Grand Schisme d'Occident ; entre 1419 et 1420, il s'arrête à Florence, attendant que Rome soit suffisamment en sécurité pour le recevoir. Dans la ville toscane, il entre probablement en contact avec les artistes qui y sont actifs : Gentile da Fabriano, Arcangelo di Cola, Lorenzo Ghiberti et probablement Masolino da Panicale. Dès son arrivée à Rome, Martin V se consacre immédiatement à la tâche de redonner à la ville son ancienne splendeur et proclame un jubilé pour 1423, auquel semblent faire allusion certains détails iconographiques du retable.
Le pape Martin V apparait sous les traits du pape Libère dans la Fondation de Sainte-Marie-Majeure et sous ceux de saint Martin dont la chape ornée de colonnes fait allusion au blason de la famille du pape. Le commanditaire pourrait aussi être le cardinal Antonio Casini, un proche du pape, dont il est également parent : il tient la chape de Libère dans la Fondation de Sainte-Marie-Majeure et ses meubles héraldiques figurent sur les vêtements liturgiques de saint Grégoire le Grand.
Le retable est vu vers le milieu du XVIe siècle par Giorgio Vasari et Michel-Ange, qui découvrent qu'il a été déplacé dans une petite chapelle proche de la sacristie, la chapelle Colonna. Ne voyant qu'une seule face, le retable ayant probablement été placé contre un mur, ils pensent qu'il s'agit entièrement d'une œuvre de Masaccio, ignorant Masolino.
Le Retable Colonna se retrouve au Palais Farnèse, sans que l'on sache ni quand ni comment il est entré dans la collection Farnèse. Il pourrait avoir été signalé à l'attention du cardinal Alexandre Farnèse, qui porte un intérêt relativement circonscrit aux Primitifs italiens, par Vasari lui-même. L'inventaire de 1644 fait état de six panneaux distincts, sciés en épaisseur de manière à séparer les surfaces peintes, attribuées à Perin del Vaga. Seules les deux parties centrales sont envoyées à Naples en 1760, les autres panneaux sont ensuite dispersés. Ils réapparaissent à différentes époques sur le marché de l'art et sont désormais dispersés dans plusieurs musées.
Les différents panneaux sont attribués, selon les sources et la critique, à Masaccio, Perin del Vaga, Fra Angelico, Giottino et Gentile da Fabriano. Masolino est identifié par Adolfo Venturi en 1930 et Masaccio, dans le seul panneau des Saints Jérôme et Jean-Baptiste par Kenneth Clark en 1952.

## Panneaux
- Fondation de Sainte-Marie-Majeure, Masolino, musée de Capodimonte, Naples
- Assomption de la Vierge (144 × 76 cm), Masolino, musée de Capodimonte, Naples

autrefois, les parties centrales du triptyque ;
- Saints Jérôme et Jean-Baptiste (114x55 cm), Masaccio, National Gallery, Londres
- Saints Grégoire le Grand et Matthias (126,3x59,1 cm), Masolino, National Gallery, Londres
- Saints Jean l'Évangéliste et Martin (114,3 × 54,3 cm), Masolino, Philadelphia Museum of Art, Philadelphie
- Saints Paul et Pierre, Masolino, Philadelphia Museum of Art, Philadelphie

Deux panneaux de la prédelle du retable sont également connus, tous deux conservés à la Pinacothèque vaticane : la Transition de la Vierge et la Crucifixion, œuvres de Masolino.

### Recto
|  |  |  |
|  |  |  |

Saints Jérôme et Jean-Baptiste (Masaccio, Londres), Fondation de Sainte-Marie-Majeure (Masolino, Naples), Saints Jean l'Évangéliste et Martin (Masolino, Philadelphie)

### Verso
|  |  |  |
|  |  |  |

Saints Paul et Pierre (Masolino, Philadelphie), Assomption de la Vierge (Masolino, Naples), Saints Grégoire le Grand et Matthias (Masolino, Londres)

## Analyse
Le retable constitue une célébration des deux mécènes protagonistes du renouvellement de Rome entre la troisième et la quatrième décennie du XVe siècle, le pape Martin V et le cardinal Antonio Casini, de par sa position centrale dans l'une des basiliques majeures de Rome et compte tenu du prestige des deux artistes. La fascination pour l'aspect gothique tardif de Masolino, avec son filon narratif raffiné qui intègre la nouveauté de la perspective, est en mesure de satisfaire les exigences des commanditaires, créant un contexte figuratif où dialoguent fortement dimension symbolique et réalité historique.